# Barry Ryan
Barry Sapherson, mais conhecido como Barry Ryan (Leeds, 24 de outubro de 1948 – 28 de setembro de 2021), é um cantor e compositor inglês.
Filho da cantora Marion Ryan, Barry formou dupla com seu irmão, Paul Ryan, entre 1965 a 1968, quando se separaram amigavelmente. Juntos eles criaram a canção Eloise, sendo a canção mais famosa, tendo alcançado a segunda posição nas paradas musicais do Reino Unido, e depois da separação nenhum dos dois irmãos conseguiu repetir o sucesso.